# Hauglandshella på Askøy
Hauglandshella este o localitate din comuna Askøy, provincia Hordaland, Norvegia.